# 张盛国
张盛国（1986年4月5日—）是一名中国举重运动员，身高1.69米。2010年参加广州亚运会，以380千克的成绩获94公斤级比赛第四名。